# Phyllocolpa leucosticta
Phyllocolpa leucosticta – gatunek błonkówki z rodziny pilarzowatych.

## Zasięg występowania
Gatunek bardzo szeroko rozpowszechniony w Europie. Notowany w Austrii, Belgii, Czechach, Danii, Estonii, Finlandii, we Francji, w Hiszpanii, Holandii, Irlandii, Luksemburgu, na Łotwie, w  Niemczech, Norwegii, Polsce, Rumunii, na Słowacji, w Szwajcarii, Szwecji, na Węgrzech, w Wielkiej Brytanii i we Włoszech.

## Budowa ciała
Gąsienice osiągają ponad 10 mm długości. Początkowo są ubarwione białawo, z czasem stają się zielonkawo-białe z brązowawą lub czarniawą głową.
Imago osiągają 4.5 - 5.5 mm długości. Wyróżniają się czerwonawo-żółtym ubarwieniem goleni tylnych nóg.

## Biologia i ekologia
Gatunek związany wierzbami o szerokich liściach, m.in. wierzbą szarą i Salix atrocinerea.
Larwy żerują w wydłużonych fałdach, które zawijają wzdłuż brzegu liścia.